# Samuel Sosa
Samuel Alejandro Sosa Cordero (Valencia, 17 dicembre 1999) è un calciatore venezuelano, centrocampista dell'Universidad Central in prestito dal Talleres (C).

## Caratteristiche tecniche
È un esterno sinistro.

## Carriera
Cresciuto nelle giovanili del Deportivo Táchira, ha esordito il 13 febbraio 2016 in occasione del match perso 1-0 contro il Trujillanos.

## Statistiche

### Presenze e reti nei club
Statistiche aggiornate al 21 gennaio 2019.
| Stagione                 | Squadra                  | Campionato               | Campionato | Campionato | Coppe nazionali | Coppe nazionali | Coppe nazionali | Coppe continentali | Coppe continentali | Coppe continentali | Altre coppe | Altre coppe | Altre coppe | Totale | Totale | Totale |
| Stagione                 | Squadra                  | Comp                     | Pres       | Reti       | Comp            | Pres            | Reti            | Comp               | Pres               | Reti               | Comp        | Pres        | Reti        | Pres   | Reti   |        |
| ------------------------ | ------------------------ | ------------------------ | ---------- | ---------- | --------------- | --------------- | --------------- | ------------------ | ------------------ | ------------------ | ----------- | ----------- | ----------- | ------ | ------ | ------ |
| 2016                     | Deportivo Táchira        | PD                       | 14         | 1          | CV              | 0               | 0               | CL                 | 1                  | 0                  |             | -           | -           | 15     | 1      |        |
| 2017                     | Deportivo Táchira        | PD                       | 22         | 7          | CV              | 0               | 0               | CL                 | 2                  | 0                  |             | -           | -           | 24     | 7      |        |
| Totale Deportivo Tachira | Totale Deportivo Tachira | Totale Deportivo Tachira | 36         | 8          |                 | 0               | 0               |                    | 3                  | 0                  |             | -           | -           | 39     | 8      |        |
| 2017-2018                | Talleres (C)             | PD                       | 1          | 0          | CA              | 1               | 0               |                    | -                  | -                  |             | -           | -           | 2      | 0      |        |
| 2018-2019                | Talleres (C)             | PD                       | 1          | 0          | CA              | 0               | 0               |                    | -                  | -                  |             | -           | -           | 1      | 0      |        |
| Totale carriera          | Totale carriera          | Totale carriera          | 38         | 8          |                 | 1               | 0               |                    | 3                  | 0                  |             | -           | -           | 42     | 8      |        |

### Cronologia presenze e reti in nazionale
| Cronologia completa delle presenze e delle reti in nazionale ― Venezuela | Cronologia completa delle presenze e delle reti in nazionale ― Venezuela | Cronologia completa delle presenze e delle reti in nazionale ― Venezuela | Cronologia completa delle presenze e delle reti in nazionale ― Venezuela | Cronologia completa delle presenze e delle reti in nazionale ― Venezuela | Cronologia completa delle presenze e delle reti in nazionale ― Venezuela | Cronologia completa delle presenze e delle reti in nazionale ― Venezuela | Cronologia completa delle presenze e delle reti in nazionale ― Venezuela |
| Data                                                                     | Città                                                                    | In casa                                                                  | Risultato                                                                | Ospiti                                                                   | Competizione                                                             | Reti                                                                     | Note                                                                     |
| ------------------------------------------------------------------------ | ------------------------------------------------------------------------ | ------------------------------------------------------------------------ | ------------------------------------------------------------------------ | ------------------------------------------------------------------------ | ------------------------------------------------------------------------ | ------------------------------------------------------------------------ | ------------------------------------------------------------------------ |
| 1-6-2019                                                                 | Miami                                                                    | Ecuador                                                                  | 1 – 1                                                                    | Venezuela                                                                | Amichevole                                                               | -                                                                        | 46’                                                                      |
| 24-3-2023                                                                | Gedda                                                                    | Arabia Saudita                                                           | 1 – 2                                                                    | Venezuela                                                                | Amichevole                                                               | -                                                                        | 71’                                                                      |
| 12-9-2023                                                                | Maturín                                                                  | Venezuela                                                                | 1 – 0                                                                    | Paraguay                                                                 | Qual. Mondiali 2026                                                      | -                                                                        | 37’ 67’                                                                  |
| 12-10-2023                                                               | Cuiabá                                                                   | Brasile                                                                  | 1 – 1                                                                    | Venezuela                                                                | Qual. Mondiali 2026                                                      | -                                                                        | 79’                                                                      |
| 17-10-2023                                                               | Maturín                                                                  | Venezuela                                                                | 3 – 0                                                                    | Cile                                                                     | Qual. Mondiali 2026                                                      | -                                                                        | 57’                                                                      |
| 16-11-2023                                                               | Maturín                                                                  | Venezuela                                                                | 0 – 0                                                                    | Ecuador                                                                  | Qual. Mondiali 2026                                                      | -                                                                        | 71’                                                                      |
| 21-11-2023                                                               | Lima                                                                     | Perù                                                                     | 1 – 1                                                                    | Venezuela                                                                | Qual. Mondiali 2026                                                      | -                                                                        | 90+4’                                                                    |
| Totale                                                                   |                                                                          | Presenze                                                                 | 7                                                                        |                                                                          | Reti                                                                     | 0                                                                        |                                                                          |

| Cronologia completa delle presenze e delle reti in nazionale ― Venezuela under 20 | Cronologia completa delle presenze e delle reti in nazionale ― Venezuela under 20 | Cronologia completa delle presenze e delle reti in nazionale ― Venezuela under 20 | Cronologia completa delle presenze e delle reti in nazionale ― Venezuela under 20 | Cronologia completa delle presenze e delle reti in nazionale ― Venezuela under 20 | Cronologia completa delle presenze e delle reti in nazionale ― Venezuela under 20 | Cronologia completa delle presenze e delle reti in nazionale ― Venezuela under 20 | Cronologia completa delle presenze e delle reti in nazionale ― Venezuela under 20 |
| Data                                                                              | Città                                                                             | In casa                                                                           | Risultato                                                                         | Ospiti                                                                            | Competizione                                                                      | Reti                                                                              | Note                                                                              |
| --------------------------------------------------------------------------------- | --------------------------------------------------------------------------------- | --------------------------------------------------------------------------------- | --------------------------------------------------------------------------------- | --------------------------------------------------------------------------------- | --------------------------------------------------------------------------------- | --------------------------------------------------------------------------------- | --------------------------------------------------------------------------------- |
| 23-5-2017                                                                         | Daejeon                                                                           | Venezuela under 20                                                                | 7 – 0                                                                             | Vanuatu under 20                                                                  | Mondiale Under-20 2017 - 1º turno                                                 | 1                                                                                 | 75’ 88’                                                                           |
| 30-5-2017                                                                         | Daejeon                                                                           | Venezuela under 20                                                                | 1 – 0                                                                             | Giappone under 20                                                                 | Mondiale Under-20 2017 - Ottavi di finale                                         | -                                                                                 |                                                                                   |
| 4-6-2017                                                                          | Jeonju                                                                            | Venezuela under 20                                                                | 2 – 1 dts                                                                         | Stati Uniti under 20                                                              | Mondiale Under-20 2017 - Quarti di finale                                         | -                                                                                 | 76’ 86’                                                                           |
| 8-6-2017                                                                          | Daejeon                                                                           | Uruguay under 20                                                                  | 1 – 1 (3-4 dtr)                                                                   | Venezuela under 20                                                                | Mondiale Under-20 2017 - Semifinale                                               | 1                                                                                 | 76’ 80’ 91’                                                                       |
| 11-6-2017                                                                         | Suwon                                                                             | Venezuela under 20                                                                | 0 – 1                                                                             | Inghilterra under 20                                                              | Mondiale Under-20 2017 - Finale                                                   | -                                                                                 | 72’                                                                               |
| 17-1-2019                                                                         | Rancagua                                                                          | Venezuela under 20                                                                | 1 – 0                                                                             | Colombia under 20                                                                 | Sudamericano Sub-20 2019 - 1º turno                                               | 1                                                                                 | 68’ 79’                                                                           |
| 19-1-2019                                                                         | Rancagua                                                                          | Cile under 20                                                                     | 1 – 2                                                                             | Venezuela under 20                                                                | Sudamericano Sub-20 2019 - 1º turno                                               | -                                                                                 | 92’                                                                               |
| 21-1-2019                                                                         | Rancagua                                                                          | Brasile under 20                                                                  | 2 – 1                                                                             | Venezuela under 20                                                                | Sudamericano Sub-20 2019 - 1º turno                                               | 1                                                                                 | 82’ 90’                                                                           |
| Totale                                                                            |                                                                                   | Presenze                                                                          | 8                                                                                 |                                                                                   | Reti                                                                              | 4                                                                                 |                                                                                   |